# Ernest et Célestine en hiver
Pour plus de détails, voir Fiche technique et Distribution.
Ernest et Célestine en hiver est un film d'animation français réalisé par Julien Chheng et Jean-Christophe Roger, sorti en 2017.
Il s'agit en fait d'une sélection de quatre épisodes de la série Ernest et Célestine, la collection destinée à la projection en salles : Bibi, Le Bouton d'accordéon, Blizzard et Le Bal des souris.

## Fiche technique
Sauf indication contraire, les informations mentionnées dans cette section peuvent être confirmées par les bases de données cinématographiques  présentes dans la section « Liens externes ».
- Titre : Ernest et Célestine en hiver
- Réalisation : Julien Chheng et Jean-Christophe Roger
- Scénario : Béatrice Marthouret, Agnès Bidaud et Jean Regnaud, d'après l'œuvre de Gabrielle Vincent
- Musique : Vincent Courtois
- Décors : Zyk et Zaza
- Production : Didier Brunner, Damien Brunner, Stéphan Roelants et Bruno Seznec
  - Production exécutive : Thibaut Ruby
- Sociétés de production : Mélusine Productions et Folivari, en coproduction avec RTBF et OUFtivi
- Société de distribution : Little KMBO
- Pays de production :  France
- Langue originale : français
- Genre : animation
- Durée : 45 minutes
- Dates de sortie : 
  - France : 22 novembre 2017

## Distribution
Sauf indication contraire, les informations mentionnées dans cette section peuvent être confirmées par les bases de données cinématographiques  présentes dans la section « Liens externes ».
- Pauline Brunner : Célestine
- Xavier Fagnon : Ernest
- Raphaëline Goupilleau : Mme Tulipe
- Lila Lacombe : Mélusine
- Lisa Caruso : Margotine
- Marie Facundo : Mandarine
- Odja Llorca : la maman souris
- Dominique Frot : la souris verte